# Daemonorops wrightmyoensis
Daemonorops wrightmyoensis är en enhjärtbladig växtart som beskrevs av Renuka och Vijayak. Daemonorops wrightmyoensis ingår i släktet Daemonorops och familjen Arecaceae.
Artens utbredningsområde är Andamanerna. Inga underarter finns listade i Catalogue of Life.